# Crissay-sur-Manse
Crissay-sur-Manse is een gemeente in het Franse departement Indre-et-Loire (regio Centre-Val de Loire). De plaats maakt deel uit van het arrondissement Chinon. Crissay-sur-Manse is lid van Les Plus Beaux Villages de France. De gemeente telde 113 inwoners op 1 januari 2022.

## Geografie
De oppervlakte van Crissay-sur-Manse bedroeg op 1 januari 2022 7,5 vierkante kilometer; de bevolkingsdichtheid was toen 15,1 inwoners per km².

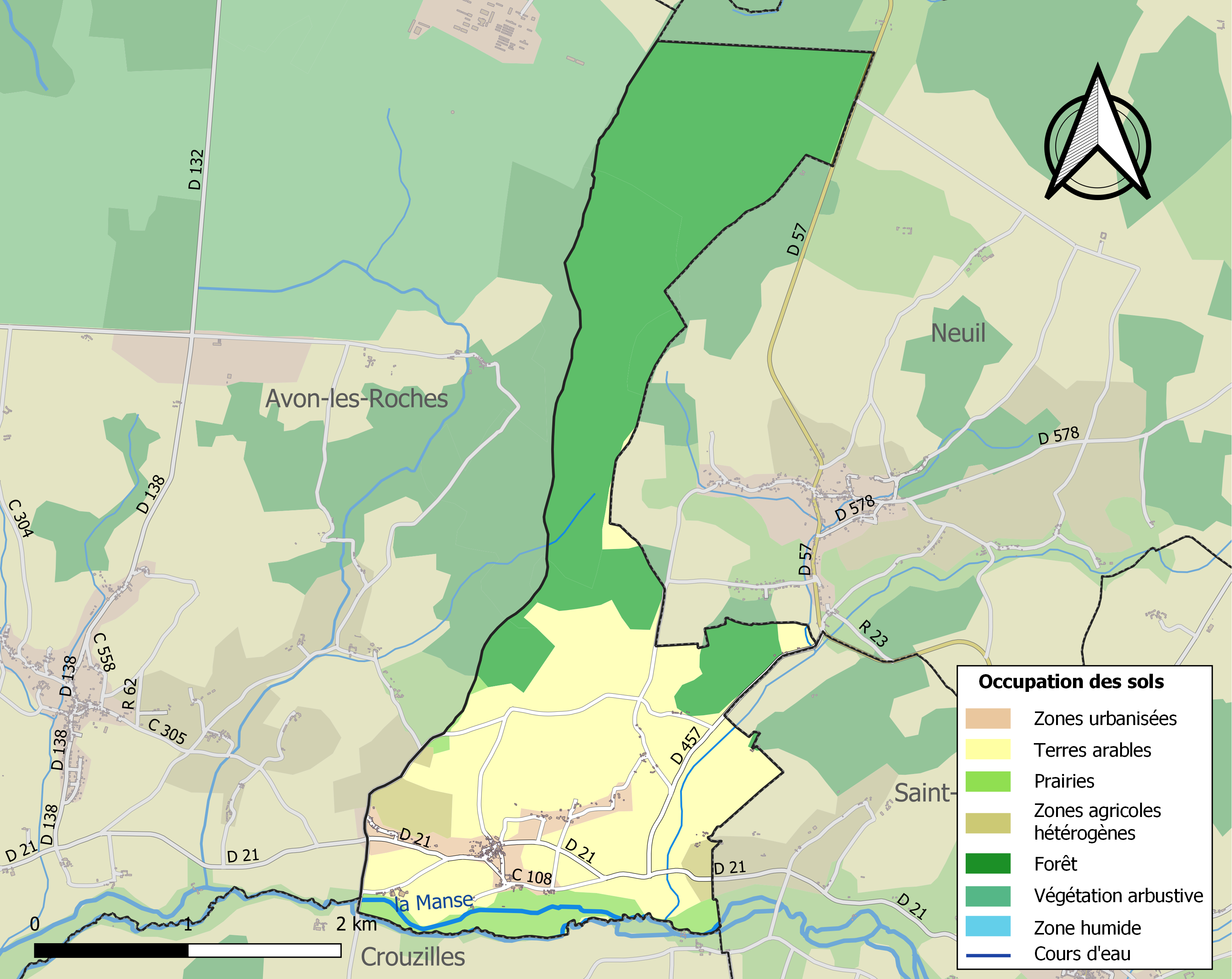
Kaart van de gemeente met belangrijkste infrastructuur, bodemgebruik en omliggende gemeenten

## Demografie
Onderstaande figuur toont het verloop van het inwonertal (bron: INSEE-tellingen).